# Замлинські (герб)
Замлинські (пол.Zamłyński) – польський шляхетський герб.

## Опис герба
Опис з використанням принципів блазонування, запропонованих Альфредом Знамієровським:
У синьому полі срібна підкова, в якій золотий лицарський хрест, на плечі золоте лезо стріли. Клейнод - три пера страуса.
У XVI столітті, з якого походять перші згадки про герб, не згадані кольори і намет. Реконструкція цих елементів відбувається від Тадеуша Гайля, який повідомив про це у Uzupełnieniami do Księgi Herbowej Rodów Polskich.

## Історія
Печатка Я. Замлинського від 1552 року.

## Гербовий рід
Герб був гербом власним роду Замлинських (Zamłyński).